# Expedition 1
L'Expedition 1 è stato il primo equipaggio della Stazione spaziale internazionale (ISS). Composto da tre astronauti, vi è rimasto a bordo per 136 giorni, da novembre del 2000 a marzo dell'anno successivo. Ha rappresentato l'inizio di una presenza umana ininterrotta sulla stazione. Expedition 2, anch'essa con tre membri dell'equipaggio, è iniziata subito dopo.
L'inizio ufficiale della Expedition 1 si è avuto quando l'equipaggio ha attraccato alla stazione il 2 novembre 2000, a bordo della navicella spaziale russa Sojuz TM-31, che era decollata due giorni prima. Durante la missione, l'equipaggio di Expedition 1 ha attivato diversi sistemi di bordo della ISS, installato attrezzature e ospitato tre equipaggi in visita dello Space Shuttle e realizzato due agganci con il veicolo di rifornimento, privo di equipaggio, Progress. La missione è stata dichiarata un successo.
Le tre navette spaziali in visita portarono attrezzature, forniture e componenti fondamentali per la stazione spaziale. La prima di queste, STS-97, si agganciò nei primi giorni del 2000 e consegnò la prima coppia dei grandi pannelli fotovoltaici che andranno a costituire l'Integrated Truss Structure, aumentando l'alimentazione della stazione di cinque volte. La seconda missione degli Shuttle in visita è stata la STS-98 che la raggiunse a metà febbraio del 2001, portando il modulo di ricerca Destiny. Grazie a questo nuovo modulo, la massa complessiva della stazione superò per la prima volta quella della Mir. Verso la metà di marzo 2001 la stazione venne visitata dalla missione STS-102, il cui scopo principale era quello di scambiare l'equipaggio dell'Expedition 1 con quello di Expedition 2. Expedition 1 terminò ufficialmente quando il Discovery si sganciò dalla stazione il 18 marzo 2001.
L'equipaggio dell'Expedition 1 era composto da un comandante statunitense e da due ingegneri di volo russi. Il comandante, William Shepherd, era già stato nello spazio tre volte, sempre in missioni Shuttle della durata massima di una settimana. Entrambi i russi, Yuri Gidzenko e Sergei Krikalev, vantavano precedenti voli spaziali di lunga durata sulla Mir; in particolar modo Krikalev aveva trascorso più di un anno completo nello spazio.

## Equipaggio
| Ruolo               |                                                   |
| ------------------- | ------------------------------------------------- |
| Comandante          | William Shepherd, NASA (Quarto volo)              |
| Ingegnere di volo 1 | Sergej Konstantinovič Krikalëv, RSA (Quinto volo) |
| Ingegnere di volo 2 | Jurij Pavlovič Gidzenko, RSA (Secondo volo)       |

Il comandante, William Shepherd, era un ex Navy SEAL, i cui precedenti come astronauta erano esclusivamente inerenti alle missioni dello Space Shuttle e, all'inizio della missione, il suo tempo totale nello spazio era di circa due settimane. L'Agenzia Spaziale Russa aveva sollevato alcune perplessità riguardo alla scelta di Shepherd come comandante a causa della sua mancanza di esperienza in missioni a lunga durata. L'ingegnere di volo Sergei Krikalev aveva trascorso più di un anno in orbita, per lo più sulla Mir, e sarebbe stata la prima persona a visitare l'ISS per due volte; infatti nel 1998 era stato uno dei primi ad accedere al modulo Zarya (il primo componente della stazione spaziale) durante la missione STS-88. Yuri Gidzenko venne designato come comandante e pilota della missione Soyuz che li avrebbe condotti, in un viaggio di due giorni, verso la stazione. Vantava l'esperienza di un volo spaziale precedente in cui aveva soggiornato 180 giorni a bordo della Mir.
Shepherd è stato il secondo astronauta statunitense ad andare in orbita grazie ad un veicolo spaziale russo, dopo Norman Thagard che raggiunse la Mir sulla Sojuz TM-21 nel 1995.

### Equipaggio di riserva
| Ruolo               |                        |
| ------------------- | ---------------------- |
| Comandante          | Kenneth Bowersox, NASA |
| Ingegnere di volo 1 | Vladimir Dezhurov, RSA |
| Ingegnere di volo 2 | Mikhail Tyurin, RSA    |

## Situazione
Il primo componente della stazione spaziale internazionale (ISS) è stato il modulo Zarya, messo in orbita terrestre bassa grazie ad un lancio senza equipaggio avvenuto nel novembre 1998. In seguito vennero effettuati cinque voli con equipaggio dello Space Shuttle e due voli russi privi di equipaggio per l'ISS con cui vennero installati grandi moduli, come i moduli pressurizzati Unity e Zvezda, e il primo pezzo della Integrated Truss Structure. Prima di Expedition 1, Krikalev prevedeva che la ISS sarebbe stata molto simile alla sua esperienza a bordo della Mir, dieci anni prima, per via delle somiglianze fisiche dei componenti delle stazioni.
Il lancio dell'equipaggio di Expedition 1 è avvenuto una settimana prima delle elezioni presidenziali negli Stati Uniti, ciò comportò una scarsa attenzione da parte dei mass media statunitensi. Al momento della missione, era previsto che la stazione sarebbe stata completata nel 2006 e abitata almeno fino al 2015. A causa di diversi ritardi, tra cui le conseguenze dovute al disastro dello Space Shuttle Columbia, la stazione è stata completata solo alla fine del 2011, grazie alla missione STS-134.

## Riassunto missione
L'equipaggio soggiornò a bordo della Stazione Spaziale Internazionale per quattro mesi e mezzo, dai primi di novembre 2000 a metà marzo 2001. I principali avvenimenti accaduti in questo periodo comprendono le tre visite dello Space Shuttle, che si sono verificate all'inizio di dicembre, a metà febbraio e alla fine della missione a marzo.

### Lancio edocking

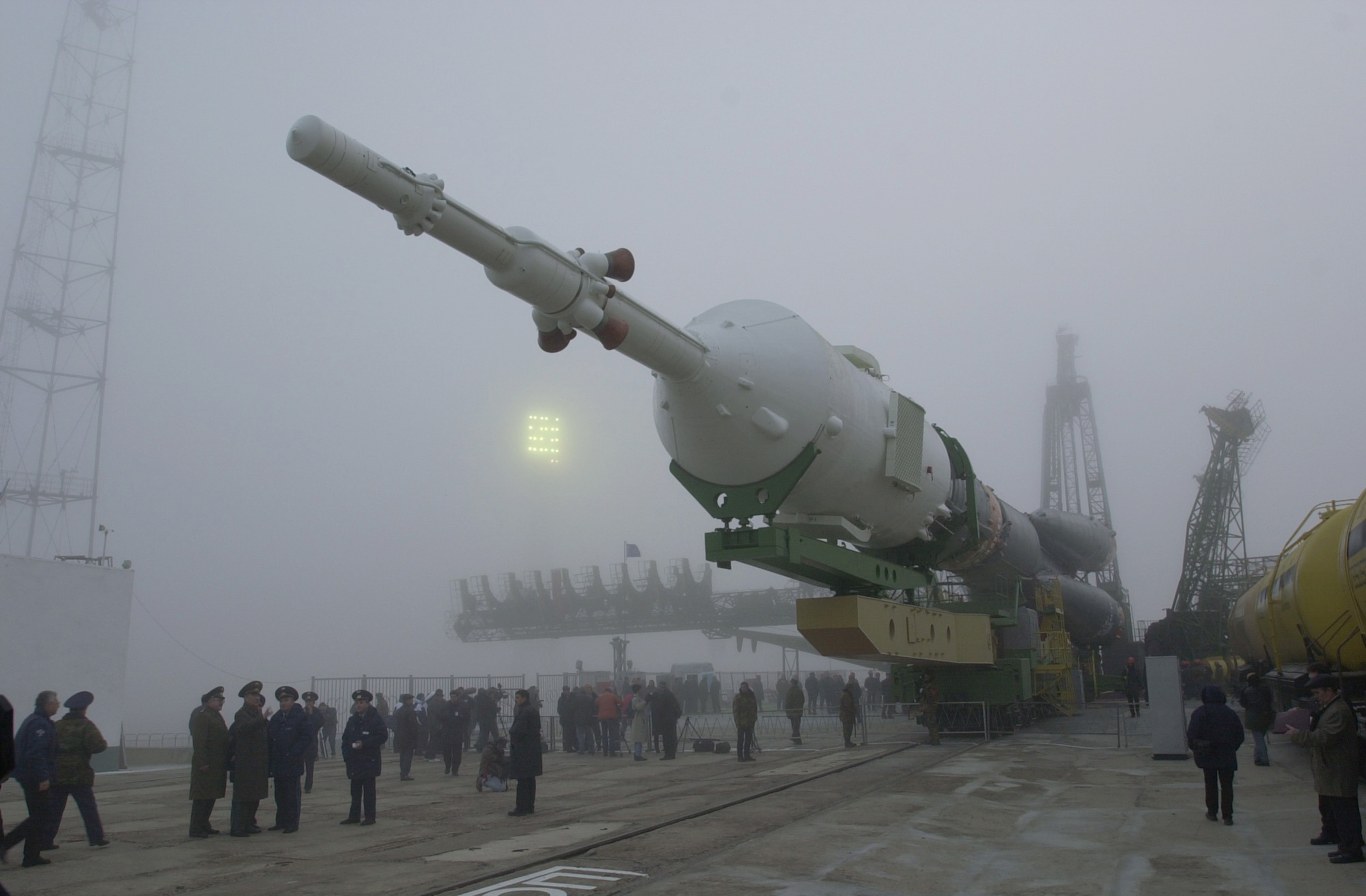
Il razzo vettore Sojuz-U che trasporterà l'equipaggio dell'Expedition 1 viene portato all rampa di lancio, il 29 ottobre 2000.

I tre membri dell'equipaggio di Expedition 1 sono decollati con successo il 31 ottobre 2000, alle 07:52 UTC, grazie al razzo vettore Sojuz-U su di un veicolo spaziale Soyuz TM-31. Il decollo è avvenuto dal cosmodromo di Baikonur, in Kazakistan, dalla rampa di lancio Gagarin, da cui il primo uomo a volare nello spazio, Yuri Gagarin, decollò nel 1961. Dopo 33 orbite intorno alla Terra e una serie di manovre di rendezvous eseguite da Gidzenko, eseguirono un docking al modulo Zvezda il 2 novembre 2000, alle 09:21 UTC. Novanta minuti dopo l'attracco, Shepherd ha aperto il portello di Zvezda e i membri dell'equipaggio sono entrati nella stazione.

### Primo mese

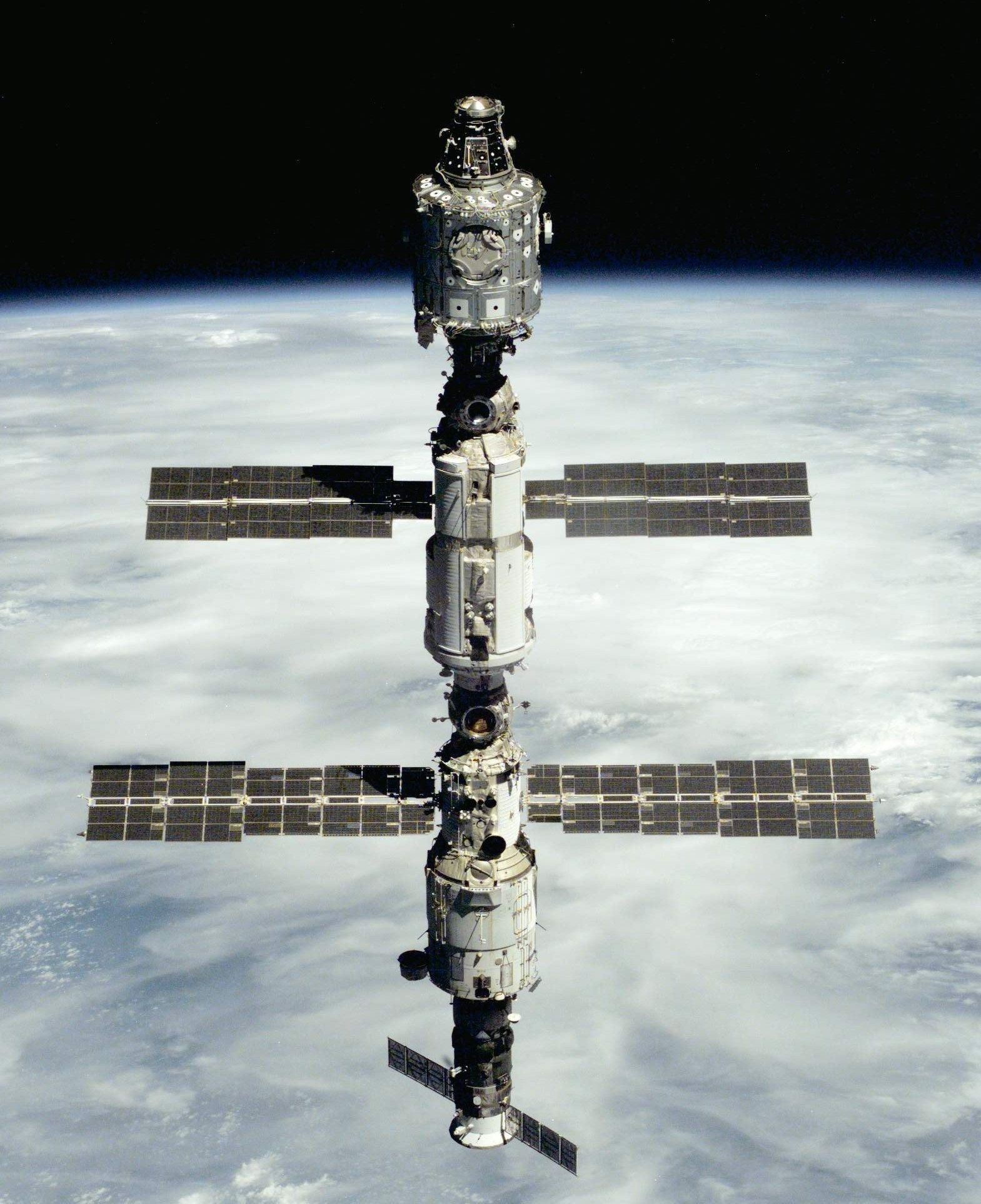
La configurazione della ISS all'inizio di Expedition 1. Dall'alto verso il basso, i tre moduli sono: Unity, Zarya e Zvezda.

Durante le loro prime settimane a bordo, i membri dell'equipaggio di Expedition 1 si sono occupati di attivare sistemi critici di supporto vitale e i computer di controllo, così come di stoccare i rifornimenti lasciati nelle precedenti missioni di rifornimento. In questo momento la stazione non possedeva abbastanza energia elettrica per riscaldare tutti e tre i moduli pressurizzati, quindi Unity venne lasciato inutilizzato e non riscaldato. Negli ultimi due anni, il modulo Unity  era stato usato dai controllori di volo statunitensi per gestire i sistemi della ISS e recuperare i dati della stazione.
La navetta spaziale priva di equipaggio russa Progress M1-4, dedicata ai rifornimenti, si è agganciata alla stazione il 18 novembre. Il sistema di docking automatico del veicolo spaziale non ha funzionato rendendo perciò necessario un attracco manuale controllato da Gidzenko utilizzando il sistema di docking TORU. Anche se i rendezvous manuali sono considerati procedure di routine, ciò ha causato qualche preoccupazione tra i controllori di volo in quanto un tentativo avvenuto nel 1997 ha provocato una collisione con la stazione spaziale Mir, causando danni significativi.
Durante il primo mese gli astronauti hanno svolto un pesante carico di lavoro, tanto che Shepherd ha dichiarato ai giornalisti in un'intervista spazio-terra: "Per me, la sfida più grande è quella di mettere insieme 30 ore di lavoro in una giornata lavorativa di 18 ore". Alcuni dei primi compiti hanno richiesto più tempo del previsto. Ad esempio, l'attivazione di un sistema per scaldare gli alimenti, nella cucina di Zvezda era stata programmata per impiegare 30 minuti ma in realtà per gli astronauti ci vollero un giorno e mezzo per accenderlo.

### STS-97

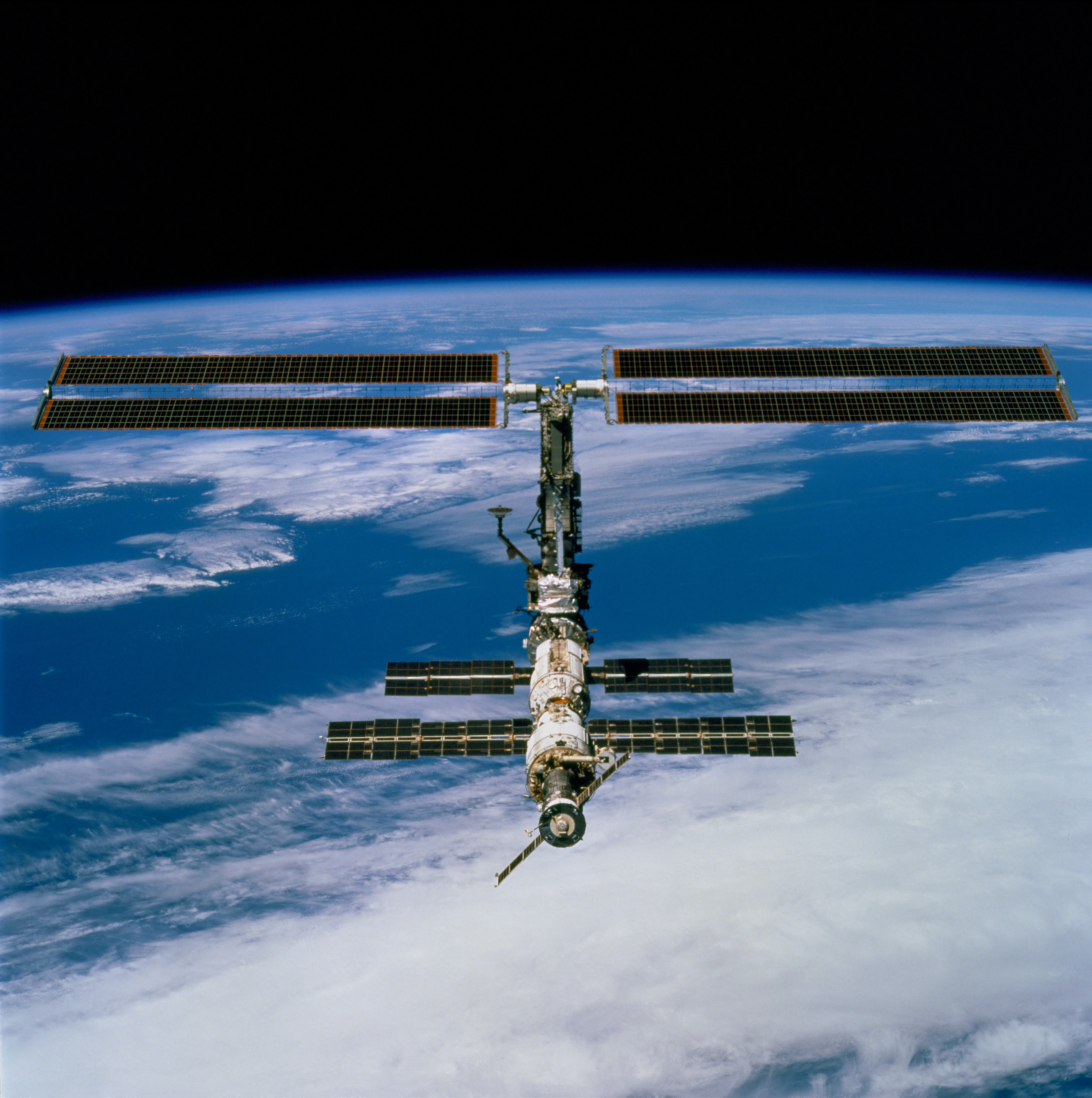
L'ISS, vista dall'Endeavour il 9 dicembre 2000, poco dopo lo sgancio. I nuovi pannelli solari sono visibili nella parte superiore.

Il 2 dicembre 2000, lo Space Shuttle Endeavour si è agganciato alla ISS nel corso della missione STS-97, portando sulla stazione, seppur temporaneamente, altri quattro statunitensi e un canadese. La navetta trasportò anche la prima coppia di array fotovoltaici al fine di ottenere maggiore elettricità, un fattore cruciale per l'ulteriore sviluppo della stazione. Complessivamente, STS-97 ha portato 17 tonnellate di attrezzature sulla ISS, che comprendeva anche travi metalliche espandibili, batterie, elettronica ed apparecchiature di raffreddamento.
Tre passeggiate spaziali sono state condotte dall'equipaggio di STS-97 che vennero completate prima di aprire il portello tra la navetta e la stazione. L'8 dicembre, il portello tra i due veicoli orbitanti venne aperto e i due equipaggi poterono entrare in contatto per la prima volta. L'equipaggio di Expedition 1 ha colto l'occasione per lasciare la stazione e visitare l'interno della navetta spaziale, una decisione ritenuta utile per migliorare il loro benessere psicologico.
Progress M1-4
Prima che l'Endeavour si agganciasse alla stazione, il veicolo russo Progress M1-4 per il rifornimento, arrivato a metà novembre, venne sganciato per fare spazio allo Shuttle. Durante tutta la permanenza di STS-97, la Progress rimase parcheggiata in orbita a circa un chilometro e mezzo di distanza dalla stazione. Dopo la partenza dello Shuttle, Gidzengo riagganciò manualmente la navetta cargo in quanto il sistema automatico non aveva funzionato al primo aggancio nel mese di novembre. L'equipaggio ha trascorso gran parte della settimana successiva a scaricare la Progress.
Natale e Capodanno
Il giorno di Natale, l'equipaggio di Expedition 1 godette di una giornata di vacanza. Aprirono i regali consegnati dall'Endeavour e dalla navetta Progress. Inoltre, ebbero occasione di alternarsi per parlare con le proprie famiglie. Nei giorni seguenti fecero diversi downlink di video per alcune con stazioni televisive russe. L'equipaggio poté anche beneficiare di un tranquillo primo giorno dell'anno. Prendendo ispirazione da una tradizione navale, Shepherd scrisse sul registro della stazione una poesia per il nuovo anno, a nome di tutto l'equipaggio.

### STS-98
Il 9 febbraio 2001, lo Space Shuttle Atlantis si è agganciato all'ISS, portando temporaneamente i cinque i membri dell'equipaggio statunitense di STS-98 sulla stazione. La missione era originariamente prevista per svolgersi a metà gennaio, ma venne posticipata a causa delle preoccupazioni della NASA riguardanti alcuni cavi degli Shuttle. Questa missione portava con sé il laboratorio Destiny costruito negli Stati Uniti e con una massa di 16 tonnellate. Il modulo venne installato alla stazione grazie all'uso del braccio robotico canadarm della navetta, controllato da Marsha Ivins. Gli astronauti Thomas Jones e Robert Curbeam contribuirono nel lavoro grazie a passeggiate spaziale. Il modulo Destiny era costato 1,4 miliardi di dollari ed era destinato principalmente per la ricerca scientifica. Durante l'attività extraveicolare una fuoriuscita di refrigerante di ammoniaca causò i timori di una contaminazione che, tuttavia, venne scongiurata. Le altre due passeggiate spaziali proseguirono senza alcun problema.

### NASA
- Questa voce contiene testo di pubblico dominio proveniente dal sito web o da documenti della National Aeronautics and Space Administration.

1. 1 2   STS-97 Delivers Giant Solar Arrays to International Space Station, su spaceflight.nasa.gov, NASA. URL consultato il 7 agosto 2010 (archiviato dall'url originale il 28 maggio 2010).
2. ↑   STS-98 Delivers Destiny Lab to International Space Station, su spaceflight.nasa.gov, NASA. URL consultato il 7 agosto 2010 (archiviato dall'url originale il 27 maggio 2010).
3. ↑   STS-102 Swaps International Space Station Crews, su spaceflight.nasa.gov, NASA. URL consultato il 7 agosto 2010 (archiviato dall'url originale il 28 maggio 2010).
4. 1 2   Cosmonaut Bio: Gidzenko, su jsc.nasa.gov, NASA. URL consultato il 7 agosto 2010.
5. 1 2   Cosmonaut Bio: Sergei Krikalev, su jsc.nasa.gov, NASA. URL consultato il 7 agosto 2010 (archiviato dall'url originale il 31 ottobre 2007).
6. ↑   Astronaut Bio – W.M. Shepherd, su jsc.nasa.gov, NASA, June 2001. URL consultato il 7 agosto 2001.
7. ↑   ISS Status Report 00-49, su spaceflight.nasa.gov, NASA, 3 novembre 2000. URL consultato il 29 ottobre 2010 (archiviato dall'url originale il 27 luglio 2011).
8. 1 2   Expedition One Crew brings the station to life – NASA press kit (PDF) (PDF), su spaceflight.nasa.gov, NASA, 25 ottobre 2000. URL consultato l'8 agosto 2010 (archiviato dall'url originale il 27 maggio 2010).
9. ↑   Preflight Interview: Bill Shepherd, su spaceflight.nasa.gov, NASA. URL consultato il 22 agosto 2010 (archiviato dall'url originale il 16 giugno 2010).
10. ↑   Zarya module, su nasa.gov, NASA. URL consultato l'8 agosto 2010 (archiviato dall'url originale il 24 gennaio 2018).
11. ↑   SPACE FLIGHT 2001 – International Space Station [collegamento interrotto], su nasa.gov, NASA. URL consultato il 5 agosto 2010.
12. ↑   Preflight interview: Sergei Kirkalev, su spaceflight.nasa.gov, NASA. URL consultato il 22 agosto 2010 (archiviato dall'url originale l'11 settembre 2010).
13. ↑   Consolidated Launch Manifest – Space Shuttle Flights and ISS Assembly Sequence, su nasa.gov, NASA. URL consultato il 29 ottobre 2010 (archiviato dall'url originale il 28 dicembre 2018).
14. ↑   Mission archives – STS-97, su nasa.gov, NASA. URL consultato il 4 agosto 2010.
15. 1 2 3   Expedition One December Crew Log, su spaceflight.nasa.gov, NASA. URL consultato il 6 agosto 2010 (archiviato dall'url originale il 27 settembre 2009).
16. ↑   INTERNATIONAL SPACE STATION STATUS REPORT #63, su spaceflight.nasa.gov, NASA, 26 dicembre 2000. URL consultato il 24 agosto 2010 (archiviato dall'url originale il 28 luglio 2011).
17. ↑   INTERNATIONAL SPACE STATION STATUS REPORT #64, su spaceflight.nasa.gov, NASA, 31 dicembre 2000. URL consultato il 24 agosto 2010 (archiviato dall'url originale l'8 agosto 2011).
18. ↑   Mission archives – STS-98, su nasa.gov, NASA. URL consultato il 4 agosto 2010.
19. ↑   STS-98 Day 7 Highlights, su science.ksc.nasa.gov, NASA. URL consultato il 10 agosto 2010 (archiviato dall'url originale il 4 giugno 2011).